# Latkóczy Imre
Latkóczi Latkóczy Imre (Nyitra, 1848. szeptember 4. – Laßnitzhöhe, 1908. október) államtitkár, országgyűlési képviselő, a közigazgatási bíróság másodelnöke.

## Élete
Tanulmányait a nyitrai piaristáknál kezdte és Pozsonyban folytatta. 1868-ban nyitramegyei aljegyzővé, néhány hónappal később pedig Nyitra városi tanácsnokká és törvényszéki bíróvá választották. Utóbbi állásáról 1870-ben lemondott és letette az ügyvédi s 1871-ben a váltójegyzői vizsgát. Ezentúl mint gyakorló ügyvéd működött, de idejének legnagyobb részét a közigazgatásnak és megyéje kulturális fellendítésének szentelte. Mint a megyei és városi közgyűlések egyik vezérszónoka nagy szerepet játszott és 1889–1890-ben több fontos ügyben (regalekártalanítás stb.) sikeresen közreműködött a kormány és a vármegye közönsége között.
1884-ben a nyitrai választókerületben szabadelvű programmal országgyűlési képviselőnek választották; öt évig állandó rendes előadója volt a közigazgatási bizottságnak; és ismételten mint előadó s elnök működött az egyik bíráló bizottságban, részt vett több enqučteben, tagja volt a kúriának választó ügyekben való bíráskodását szabályozó javaslat előzetes tárgyalására kiküldött bizottságnak. 1891. és 1892-ben a kormány által ismételten codificationalis munkálatokkal bízatott meg; 1893–94-ben az ország felvidéki határainak és határvizeinek szabályozására kiküldött országos bizottságának elnöke volt; az osztrák és morvaországi bizottságokkal az összes függő kérdéseket sikeresen oldotta meg. 1890 óta ismételten főispáni állásokra s 1894-ben a kereskedelemügyi államtitkári állás elfogadására felhivatott. A Bánffy-kormány megalakulása alkalmával 1895. február 24-én a belügyminisztériumban államtitkárrá neveztetett ki. 1896-ban Balassagyarmaton és Halason megválasztatván, az előbbi kerületet tartotta meg.
1908-ban korrupción érték (patika panama). 1908. október 21-én elfogadták a közigazgatási bírósági másodelnökségről való lemondását. 1908-ban szanatóriumi gyógykezelésén öngyilkos lett. Korbuly Ernő tartalékos tisztet az ügyben játszott szerepéért a katonai bíróság 1910-ben lefokozta.

## Művei
A Nyitramegyei Közlöny munkatársa volt. Országgyűlési beszédei a Naplókban (1884–87. I. Költségvetés 1885-re, IX. XI. Közigazgatási tisztviselők elleni fegyelmi eljárás, előadó, XVI. Védhimlőoltás, előadó, Választási visszaélések, előadó, 1897. Válaszai Eötvös Károlynak a levéltári vitában sat.)